# Jassany
Jassany (także Jasuny; lit. Jasonys) – wieś na Litwie, w okręgu uciańskim, w rejonie uciańskim.
W 1806 w Jasunach urodził się Jan Kazimierz Wilczyński.